# (55636) 2002 TX300
(55636) 2002 TX300 er et objekt i Kuiperbæltet der blev opdaget i 2001. Objektet er estimeret til at være omkring 286 km i diameter.